# Perama hirsuta
Espèce
Classification phylogénétique
Synonymes
- Mattuschkaea hirsuta (Aubl.) Vahl
- Mattuschkaea incana Spreng.
- Perama ericoides Poepp. & Endl.
- Perama hirsuta var. stricta (Benth.) Bremek.
- Perama setulosa Miq.
- Perama stricta Benth.[2]

Perama hirsuta est une petite espèce de plantes herbacées néotropicales appartenant à la famille des Rubiaceae que l'on trouve dans les savanes de Guyane.

## Histoire naturelle
En 1775, le botaniste Aublet propose la diagnose suivante : 
« 1. PERAMA hirſuta. (Tabula 18.)

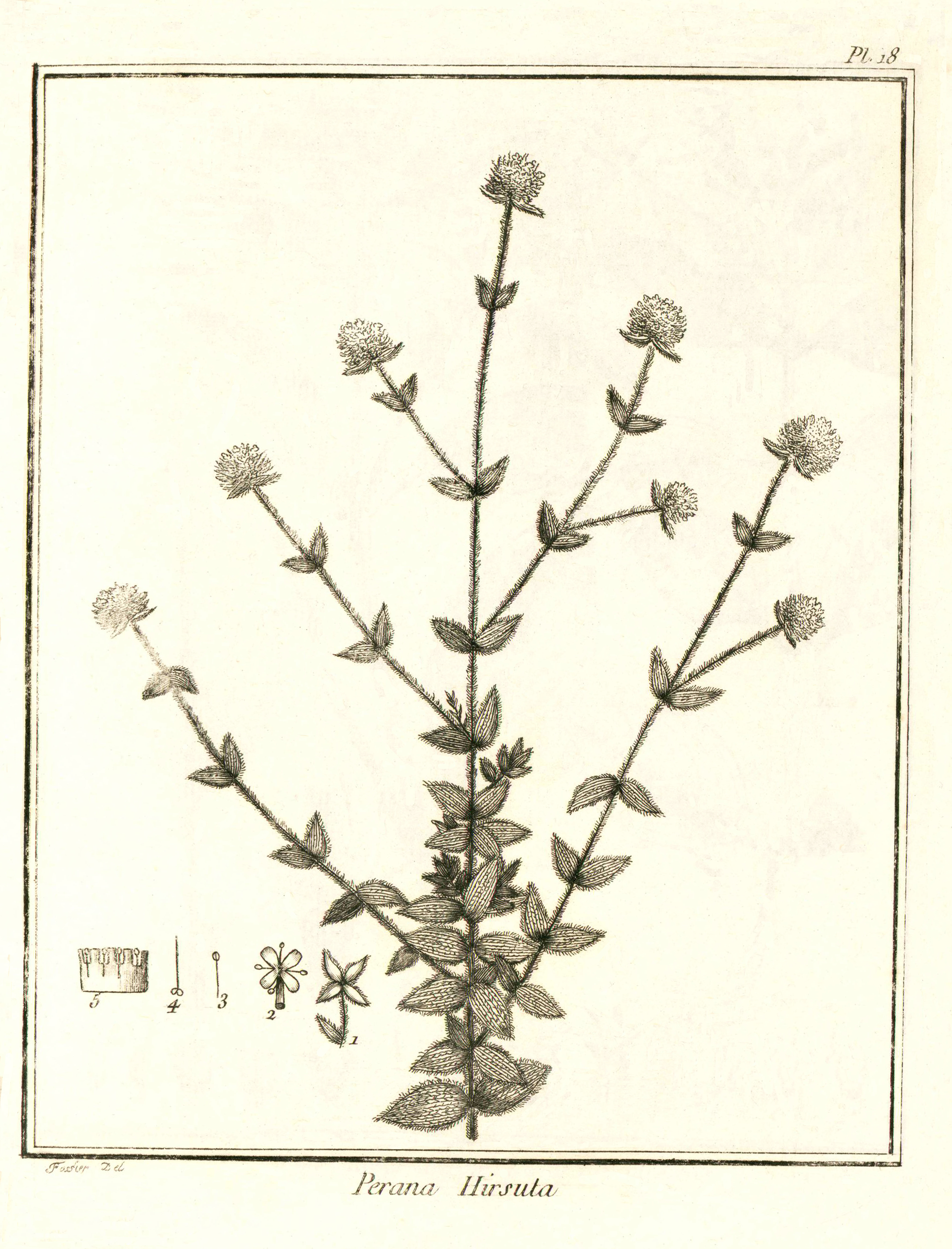
Planche de Perama hirsuta dans l'ouvrage d'Aublet (1775)
Explication de la Planche dix-huitième : 1. Calice dont le pédoncule eſt garni d'une écaille. - 2. Corolle. - 3. Étamine. - 4. Ovaire. Style. - 5. Corolle ouverte. Étamines.

Planta herbacea, tota cooperta pilis rufeſcentibus ; Caule ramoſo, villoſo, pedali & bipedali. Folia oppoſita, ſeſſilia, ovata, villoſa, nervoſa, nervis longitudinalibus. Flores capitati, terminales. Receptaculum paleaceum, PALEIS fimbriatis, intrà ſingulos flores. Corolla lutea.
Florebat Julio.
Habitat in locis humidis & arenoſis Aroura & Orapu »

« LA PERAME velue. (PLANCHE 18.).
La tige de cette plante eſt grêle, cylindrique, hériſſée de poils, rouſſâtre, haute d'un pied & demi, & plus. Elle eſt rameuſe, garnie de deux feuilles feuilles, oppoſées, diſpoſées en croix. Celles-ci ſont vertes, couvertes de poils rouſſâtres. Toutes leurs nervures ſont longitudinales. On a repréſenté les feuilles de grandeur naturelle.
Les fleurs ramaſſées en tête naiſſent a l'extrémité de la tige & des rameaux. Elles font ſéparées les unes des autres par une petite écaille roide & frangée. 
Le calice eſt diviſé en quatre petites parties roides, & hériſſées de poils rouſſâtres. 
La corolle eſt jaune, d'une ſeule pièce : c'eſt un petit tube attache au deſſous de l'ovaire ; il ſe partage en quatre lobes vers ſon ſommet. 
Les étamines ſont au nombre de quatre, placées chacune au deſſous, & entre les diviſions de la corolle. Leur filet eſt blanc. L'anthère eſt jaune, & a deux bourſes. 
Le pistil eſt un ovaire long, arrondi, marqué d'un ſillon de chaque côté ; il eſt ſurmonté d'un style termine par un stigmate aigu. 
Je n'ai pas vu l'ovaire dans ſa maturité. 
Cette plante croît dans les lieux humides & ſablonneux des quartiers d'Aroura & d'Orapu. 
Elle étoit en fleur dans le mois de Juin. 
On a groſſi conſidérablement toutes les parties détachées de la fleur. »

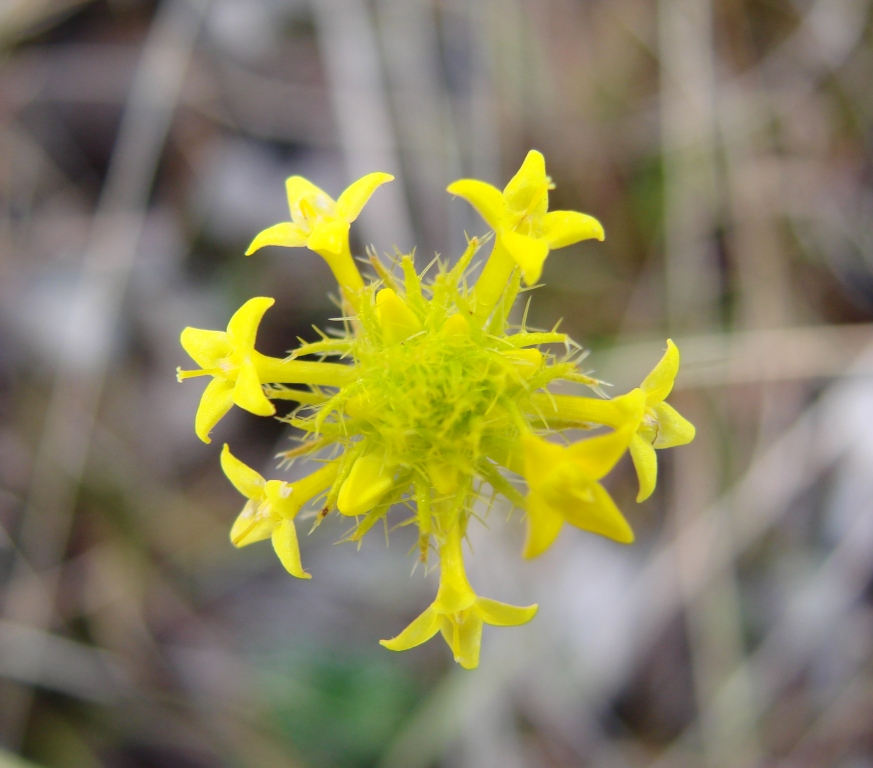
inflorescence de Perama hirsuta à  Chapada dos Veadeiros (Cavalcante, Goiás Brésil)